# Peter Hnilica
Peter Hnilica (* 8. prosince 1964) je bývalý slovenský fotbalista.

## Fotbalová kariéra
V československé lize hrál za Plastiku Nitra. V lize nastoupil v 7 utkáních. Byl členem mládežnických reprezentací.

## Ligová bilance
| Ročník                                   | Zápasy | Góly | Klub           |
| ---------------------------------------- | ------ | ---- | -------------- |
| 1. československá fotbalová liga 1983/84 | 5      | 0    | Plastika Nitra |
| 1. československá fotbalová liga 1989/90 | 2      | 0    | Plastika Nitra |
| CELKEM                                   | 7      | 0    |                |